# Like a Child
"Like a Child" é o segundo single do álbum Noel, lançado pelo cantor de freestyle Noel em 1988. É o segundo single e o último a entrar na Billboard Hot 100, na qual conseguiu alcançar a posição #67 em 30 de Abril de 1988. Também foi seu primeiro single a alcançar o topo da parada dance, e o único que entrou na parada R&B/Hip-Hop, na posição #88. Integrou a trilha sonora internacional da novela Que Rei Sou Eu?.

## Faixas
E.U.A. 12" Single
| N.º | Título                                   | Duração |  |
| 1.  | "Like a Child" (12" Vocal 1018 Club Mix) | 7:13    |  |
| 2.  | "Like a Child" (Percapella)              | 3:14    |  |
| 3.  | "Like a Child" (7" Radio Edit)           | 3:33    |  |
| 4.  | "Like a Child" (12" Dance Mix)           | 5:20    |  |
| 5.  | "Like a Child" (Heartthrob Dub)          | 3:58    |  |
| 6.  | "Like a Child" (Bonus Beats)             | 3:16    |  |

## Desempenho nas paradas musicais
| Parada musical (1988)                               | Melhor posição |
| --------------------------------------------------- | -------------- |
| Estados Unidos (Billboard Hot 100)                  | 67             |
| Estados Unidos (Hot Dance Music/Club Play)          | 1              |
| Estados Unidos (Hot Dance Music/Maxi-Singles Sales) | 6              |
| Estados Unidos (Hot R&B/Hip-Hop Singles & Tracks)   | 88             |